# 漢斯·克雷布斯
漢斯·克雷布斯（德語：Hans Krebs，1898年3月4日—1945年5月2日 ）是一名第二次世界大戰期間的納粹德國陸軍步兵上將。
克雷布斯是一名職業軍人，曾先後服役於德意志帝國陸軍、威瑪國家防衛軍與德意志國防軍中，並於1945年4月1日出任德意志國防軍陸軍總司令部的末任參謀總長。在柏林戰役的最後階段中，克雷布斯曾試圖與進逼的蘇聯紅軍接觸，期望交涉投降條件，但未成功；他最終於1945年5月2日凌晨時分在元首地堡內自盡。

## 早年生活
克雷布斯於1898年3月4日出生於黑爾姆施泰特。1914年，年僅16歲的克雷布斯志願加入德意志帝國陸軍，隨後於翌年升任軍官。1931年，克雷布斯進入國防部任職；他同時透過德蘇兩國間的共同軍事演習與蘇聯紅軍維持著密切的接觸。克雷布斯懷有強烈的種族與反共思想；這在他於1932年蘇聯軍事代表團到訪柏林時所發表的言論中表露無遺：「一個狡猾而奸詐的猶太人，...（與）猶太雜種...不甚真誠，同時懷著陰險而多謀的天性，很顯然是個狂熱的共產主義份子。」
1936年，克雷布斯出任德國駐莫斯科大使館武官，並持續擔任此職務直至德國入侵蘇聯為止。因此，克雷布斯在德軍錯估紅軍實力一事中扮演著重要的角色。

## 第二次世界大戰
第二次世界大戰期間，克雷布斯曾先後出任數個集團軍的參謀長。在東方戰線服役時，克雷布斯晉升少將，同時於1942年2月出任第9軍團參謀長。1943年3月，克雷布斯升任中央集團軍參謀長，並晉升中將；隨後又於1944年8月晉升為步兵上將。1944年9月至1945年2月間，克雷布斯均在西線戰場的B集團軍中擔任參謀長；1945年2月調任陸軍副參謀總長。

## 柏林戰役
1945年4月1日，克雷布斯升任陸軍參謀總長。柏林戰役期間，克雷布斯均居住於帝國總理府花園下方的元首地堡中。
1945年4月28日，克雷布斯在元首地堡中撥打了最後一通電話給駐守於菲爾斯滕貝格最高指揮總部的陸軍元帥威廉·凱特爾。他告訴凱特爾若是援軍無法在48小時內到達柏林，一切就完了。凱特爾則承諾他將會敦促統帥第12軍團的瓦爾特·溫克裝甲兵上將與指揮第9軍團的西奧多·布瑟步兵上將加緊進兵；當時第12軍團正自西方向柏林前進，而第9軍團則自南方向北發動攻擊。阿道夫·希特勒曾下令要求這兩支軍團會合，一同援救柏林。除此之外，魯道夫·霍爾斯特中將的所屬部隊亦將自北方發動攻擊。
4月28日稍晚，當親衛隊全國領袖海因里希·希姆萊企圖透過瑞典外交官福克·伯納多特的協助與西方盟軍達成投降協議的消息傳至元首地堡時，希特勒遂下令軍事審判希姆萊的親衛隊副官、同時也是希特勒情婦伊娃·布朗妹夫的赫爾曼·菲格萊因。主審法官為武裝親衛隊少將威廉·蒙克，參審法官則有親衛隊集團領袖約翰·拉滕胡貝爾與威廉·布格多夫步兵上將。然而，菲格萊因當時已嚴重泥醉，不時哭泣與嘔吐，甚至逕自小便於地板上。法官們一致同意菲格萊因當時並不適合接受任何審判，威廉·蒙克少將於是下令暫停審理，並將菲格萊因交由拉滕胡貝爾的部屬處理；蒙克少將後來表示停審後他便未再見到菲格萊因，一般相信後者於當日夜晚遭到處決。
4月29日，克雷布斯、布格多夫、帝國宣傳部長約瑟夫·戈培爾與元首個人秘書馬丁·鮑曼等人共同見證並簽署了希特勒的遺言與遺囑。希特勒的口述遺囑由其私人秘書特勞德爾·榮格記錄。當日夜裡，克雷布斯透過無線電聯繫阿爾弗雷德·約德爾大將，向其表示：「立即回報：第一，溫克的裝甲矛頭現在位於何處。第二，他預計何時發起攻勢。第三，第9軍團的所在位置。第四，第9軍團預計於何處發起攻擊。第五，霍爾斯特中將的進攻矛頭的所在位置。」
4月30日清晨，約德爾向克雷布斯回報：「第一，溫克的裝甲矛頭被圍困於施維洛湖南方，動彈不得。第二，因是之故，第12軍團無法繼續向柏林推進。第三，第9軍團的主力部隊已被包圍。第四，霍爾斯特的部隊已轉入守勢。」當日午後，希特勒與其剛成婚的妻子伊娃·布朗雙雙自殺身亡。

### 投降與自殺
5月1日，接任帝國總理職務的約瑟夫·戈培爾派遣克雷布斯步兵上將與黑爾姆特·魏德林炮兵上將的參謀長西奧多·馮·杜福文上校攜帶戈培爾的親筆投降書前去遞交予柏林戰區的蘇聯第8近衛軍團指揮官瓦西里·崔可夫上將。該封投降書中載有戈培爾所提出的投降條件。克雷布斯於當日清晨四點左右抵達蘇軍陣地，而崔可夫事前完全不知道前者即將來訪。由於克雷布斯能夠流利地使用俄語，他當面告知崔可夫希特勒與其妻子伊娃·布朗已在元首地堡中自殺。雖然崔可夫並不知道帝國總理府下方還有地堡建築，同時亦不知道希特勒有妻子一事，但他仍冷靜地答道他已經知道這件事了。然而，崔可夫並不打算接受戈培爾的投降條件或就此事與克雷布斯談判；蘇聯與西方盟軍均一致同意同盟國不會接受無條件投降以外的任何條件。由於克雷布斯並未獲得戈培爾的授權答應這樣的條件，因此該次會議雙方並未達成任何共識。根據希特勒私人秘書特勞德爾·榮格的說法，克雷布斯回到地堡時看起來「相當疲倦，而且累壞了」。
5月1日晚上大約8:30左右，戈培爾與其妻子瑪格達·戈培爾先是以氰化物毒殺了自己的小孩，接著便離開地堡來到帝國總理府的花園中一同自盡。戈培爾的親衛隊副官君特·施瓦格爾曼親衛隊高級突擊隊領袖於1948年作證時表示他與戈培爾夫婦一同走上地堡緊急出口的階梯；戈培爾夫婦走向花園，而他在階梯上等待，不久後即聽到槍響。施瓦格爾曼隨後離開樓梯間，立即看到兩人的遺體；他於是遵照戈培爾生前的指示，命令一名親衛隊士兵朝戈培爾的屍體連開數槍。屍體隨後澆上汽油焚燒，但僅有部分焚毀，且遺骸並未掩埋。戈培爾死後，克雷布斯也亟欲尋死，交涉投降條件的責任於是落到了柏林防務指揮官黑爾姆特·魏德林炮兵上將的身上。
5月2日，魏德林聯繫崔可夫上將，期望再次討論投降事宜。魏德林與崔可夫見面後，後者詢問前者克雷布斯的狀況：

崔可夫：「你是柏林防務的指揮官？」

魏德林：「沒錯，我是第56裝甲軍的指揮官。」

崔可夫：「克雷布斯在哪裡？」

魏德林：「我昨天在帝國總理府見到他。我想他可能會自殺。起先他（指克雷布斯）因為非正式投降從昨天開始生效而責備我。正式投降的命令今天才下達。」
隨著蘇軍步步進逼總理府，包含特勞德爾·榮格在內的元首地堡剩餘人員試圖逃離；而這也是他們最後一次目擊克雷布斯。榮格後來表示她上前向克雷布斯道別，而後者則正襟危坐並整理了儀容與制服後才向前者道別。克雷布斯、威廉·布格多夫步兵上將與希特勒的近身保鑣弗朗茨·施德勒親衛隊上級突擊隊大隊領袖則留在地堡內，意圖自盡。5月2日凌晨左右，克雷布斯與布格多夫兩人一同舉槍自盡。兩人的遺體被稍後進入地堡檢查的蘇軍士兵發現。施德勒亦於同日稍晚自殺。
此後，克雷布斯、戈培爾一家、希特勒、伊娃·布朗與希特勒的寵物犬的遺體均反覆地被蘇聯掩埋又挖出。最終，蘇聯於1946年2月21日在馬德堡的施密爾舒營區裡最後一次掩埋前者的遺體。1970年，蘇聯國家安全委員會委員長尤里·安德羅波夫下達了一項銷毀遺體的指令。1970年4月4日，數名蘇聯特工自遺體掩埋處挖出了五口木箱；箱內的遺體隨後被焚毀，灰燼則撒入比德里茨河中（易北河的一條支流）。

## 曾任職務
克雷布斯死前十年曾任下列職務：
- 1936年–1939年：德國駐莫斯科大使館武官
- 1939年：陸軍訓練團指揮官
- 1939年–1942年：第7軍參謀長
- 1942年–1943年：第9軍團參謀長，服役於東部戰線
- 1943年–1944年：中央集團軍參謀長，服役於東部戰線
- 1944年–1945年：B集團軍參謀長，服役於西部戰線
- 1945年：德意志國防軍陸軍總司令部副參謀總長
- 1945年4月1日：德意志國防軍陸軍總司令部參謀總長

## 獲獎與受勳
- 鐵十字勳章（1914年），二等鐵十字勳章（1915年8月22日），一等鐵十字勳章（1917年2月6日）[20]
- 帶扣鐵十字勳章（1939年），二等帶扣鐵十字勳章（1940年5月14日），一等帶扣鐵十字勳章（1940年5月18日）[20]
- 金色德意志十字勳章（1942年1月26日）[21]
- 橡葉鐵十字騎士勳章（英语：Knight's Cross of the Iron Cross with Oak Leaves）
  - 騎士十字勳章（1944年3月26日）[22]
  - 增掛橡葉（1945年2月20日）[22]

## 大眾文化
- 在2004年德語電影《帝國毀滅》中由德國演員羅爾夫·卡尼斯（英语：Rolf Kanies）飾演漢斯·克雷布斯。

## 引用
1. 1 2  Beevor 2002，第387頁.
2. ↑  Wette 2007，第20頁.
3. ↑  Wette 2007，第20, 304頁.
4. 1 2  Joachimsthaler 1999，第288頁.
5. ↑  Kershaw 2008，第943–946頁.
6. 1 2  O'Donnell 1978，第182, 183頁.
7. ↑  Kershaw 2008，第950頁.
8. ↑  Beevor 2002，第343, 344頁.
9. 1 2  Dollinger 1967，第239頁.
10. ↑  Joachimsthaler 1999，第160–182頁.
11. ↑  Ryan 1966，第394–396頁.
12. ↑  Chuikov, Vasily.  [The End of the Third Reich].
13. 1 2 3  Joachimsthaler 1999，第52頁.
14. ↑  Beevor 2002，第381頁.
15. ↑  Ryan 1966，第398頁.
16. ↑  Joachimsthaler 1999，第292頁.
17. ↑  Vinogradov, Pogonyi et al. 2005，第111, 333頁.
18. ↑  Vinogradov, Pogonyi et al. 2005，第333頁.
19. ↑  Vinogradov, Pogonyi et al. 2005，第335–336頁.
20. 1 2  Thomas 1997，第405頁.
21. ↑  Patzwall & Scherzer 2001，第252頁.
22. 1 2  Scherzer 2007，第472頁.

### 圖書
- Beevor, Antony. . London: Viking-Penguin Books. 2002. ISBN 978-0-670-03041-5.
- Fellgiebel, Walther-Peer.  [The Bearers of the Knight's Cross of the Iron Cross 1939–1945 — The Owners of the Highest Award of the Second World War of all Wehrmacht Branches]. Friedberg, Germany: Podzun-Pallas. 2000 [1986]. ISBN 978-3-7909-0284-6 （德语）.
- Dollinger, Hans. . New York: Crown. 1967. Library of Congress Catalogue Card Number 67-27047.
- Joachimsthaler, Anton. . Brockhampton Press. 1999 [1995]. ISBN 978-1-86019-902-8.
- Kershaw, Ian. . New York: W. W. Norton & Company. 2008. ISBN 978-0-393-06757-6.
- Linge, Heinz. . Frontline Books–Skyhorse Publishing. 2009. ISBN 978-1-60239-804-7.
- O'Donnell, James P. . Boston: Houghton Mifflin. 1978. ISBN 978-0-395-25719-7.
- Patzwall, Klaus D.; Scherzer, Veit.  [The German Cross 1941 – 1945 History and Recipients Volume 2]. Norderstedt, Germany: Patzwall. 2001. ISBN 3-931533-45-X （德语）.
- Ryan, Cornelius. . New York: Simon and Schuster. 1966. ISBN 978-0-00-613267-7.
- Scherzer, Veit.  [The Knight's Cross Bearers 1939–1945 The Holders of the Knight's Cross of the Iron Cross 1939 by Army, Air Force, Navy, Waffen-SS, Volkssturm and Allied Forces with Germany According to the Documents of the Federal Archives]. Jena, Germany: Scherzers Militaer-Verlag. 2007. ISBN 978-3-938845-17-2 （德语）.
- Thomas, Franz.  [The Oak Leaves Bearers 1939–1945 Volume 1: A–K]. Osnabrück, Germany: Biblio-Verlag. 1997. ISBN 978-3-7648-2299-6 （德语）.
- Vinogradov, V.K; Pogonyi, J.F; Teptzov, N.V. . London: Chaucer Press. 2005. ISBN 978-1-904449-13-3.
- Wette, Wolfram. . Cambridge, Mass.: Harvard University Press. 2007. ISBN 9780674025776.

| 军职                 | 军职                                             | 军职        |
| -------------------- | ------------------------------------------------ | ----------- |
| 前任： 海因茨·古德林 | 國防軍陸軍總司令部參謀總長 1945年4月 – 1945年5月 | 繼任： 末任 |